# Limonicola leucoptera
Limonicola leucoptera är en tvåvingeart som beskrevs av Edwards 1929. Limonicola leucoptera ingår i släktet Limonicola och familjen Blephariceridae.
Artens utbredningsområde är Peru. Inga underarter finns listade i Catalogue of Life.